# وحید هاشمیان
وحید هاشمیان (زادهٔ ۳۰ تیر ۱۳۵۵) بازیکن پیشین و مربی فوتبال اهل ایران است. وی هم‌اکنون سرمربی باشگاه پرسپولیس در لیگ برتر خلیج فارس است.

## زندگی شخصی
پدر و مادر او از کربکند، در دولت‌آباد اصفهان هستند و در سال ۱۳۳۸ به تهران کوچ کردند. برادر وی سرلشکر خلبان اصغر هاشمیان کربکندی بود که در جریان جنگ ایران و عراق و در عملیات فاو، جنگندهٔ اف-۴ او مورد هدف موشک قرار گرفت و جان باخت.

## دوران باشگاهی

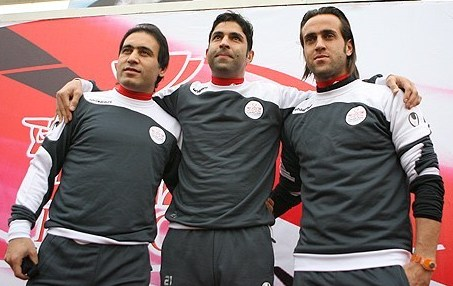
هاشمیان در کنار علی کریمی و مهدی مهدوی‌کیا در تمرین پرسپولیس در ۲۰۱۲

### فتح تهران
هاشمیان فوتبال را از فتح تهران شروع و از سال ۱۳۷۳ تا ۱۳۷۴ در این تیم بازی کرد.

### پاس تهران
هاشمیان سپس به تیم دسته یکی پاس تهران رفت و یک سال در آن تیم بازی کرد و در همان سال از سوی منصور پورحیدری به تیم ملی ایران فراخوانده شد.

### هامبورگ
پس از چندی هاشمیان با پیشنهاد تیم دسته یکی آلمانی هامبورگ روبرو گردید که با پذیرش آن، به آلمان رفت. «هلیکوپتر» آوازهٔ او در فوتبال آلمان گردید؛ آوازه‌ای که در فوتبال ایران نیز برایش تکرار شد. هاشمیان دربارهٔ این آوازه، گفت: «در دوران کودکی آرزویم این بود که خلبان شوم، شاید یکی از دلایلی که زیاد ضربه سر می‌زدم همین علاقه بود. لقب «هلیکوپتر» را در آلمان به من دادند؛ در نخستین روزهای حضور در هامبورگ هر توپی که سانتر می‌کردند من ضربه سر می‌زدم که پاگلزدورف، سرمربی ما تعجب کرده بود و گفت: وحید مثل هلیکوپتر بلند می‌شود، نمی‌دود و بدون گام برداشتن بلند می‌شود».
هاشمیان یک سال را در هامبورگ سپری کرد که در این مدت مربی تیم باور چندانی به او نداشت و کمتر به او بازی می‌داد. همین باعث شد که هاشمیان این تیم را به قصد بوخوم ترک کند.

### بوخوم
در سال ۲۰۰۱، هاشمیان به تیم دسته دومی بوخوم پیوست. تیمی که به تازگی پیتر نورورر را به عنوان سرمربی جدید خود انتخاب کرده بود. در آن فصل نورورر به هاشمیان اعتقاد خاصی داشت و اغلب به او میدان می‌داد. در پایان فصل، بوخوم با قرار گرفتن در رتبۀ سوم، به صورت مستقیم به بوندس‌لیگا صعود کرد. هاشمیان در این فصل ۸ گل به ثمر رساند و نقش موثری در بازگشت بوخوم به بوندس‌لیگا داشت.
بوخوم اولین فصل پس از صعود به بوندس‌لیگا را با رتبۀ نهم به پایان رساند. هاشمیان در این فصل هم برای تیمش موثر ظاهر شد و در مجموع همۀ رقابت‌ها ۱۱ بار دروازۀ حریفان را باز کرد.
در فصل بعد، هاشمیان بهترین سال فوتبالی خود را با پنجم شدن بوخوم در بوندس‌لیگا و صعود این تیم به جام یوفا گذراند. هاشمیان در آن فصل ۱۶ گل در لیگ و ۲ گل در سایر رقابت‌ها به ثمر رساند و چهارمین گلزن برتر بوندس‌لیگا شد.

### بایرن مونیخ
وحید هاشمیان پس از آن فصل به باشگاه بزرگ بایرن مونیخ رفت. در این باشگاه هاشمیان فرصت زیادی برای حضور در زمین را نیافت و تنها ۹ بار به زمین رفت و موفق به ثبت یک گل در بازی جام حذفی مقابل فرایبورگ شد که بایرن توانست با هفت گل این تیم را شکست دهد و هاشمیان یکی از زننده های هفت گل تیمش بود. تیم بایرن مونیخ در همان سال قهرمان بوندسلیگا شد. هاشمیان طی سال‌های ۱۳۸۳ تا ۱۳۸۴ در بایرن مونیخ بازی کرد. او سابقه بازی در لیگ قهرمانان اروپا با پیراهن بایرن مونیخ در مقابل یوونتوس ایتالیا و آژاکس هلند را دارد.
پس از بایرن مونیخ چند پیشنهاد اصلی به هاشمیان داده شد که مهم‌ترین آن‌ها شالکه ۰۴، هانوفر و بوخوم بود که از میان این سه تیم هاشمیان تصمیم رفتن به هانوفر را گرفت.

### هانوفر ۹۶
هاشمیان سه سال در هانوفر بازی کرد و تیم هانوفر در هر سه سال در میانه‌های جدول بوندس‌لیگا قرار داشت؛ و ترقی چندانی نکرد. تا این‌که هاشمیان با پیشنهاد تیم سابق خود بوخوم روبرو شد. هاشمیان با قراردادی سه ساله به تیم سابق خود بوخوم پیوست. قرارداد هاشمیان با بوخوم در سال‌های اول و دوم قطعی بود، اما سال سوم این قرارداد در صورت رضایت دو طرف ادامه می‌یافت.

### پرسپولیس
هاشمیان پس از ۱۱ سال در فوتبال آلمان، به ایران بازگشت و پیراهن پرسپولیس را بر تن کرد. وی در پنجرهٔ زمستانی لیگ برتر فوتبال ایران وارد مذاکره با باشگاه فوتبال پرسپولیس شد و با امضای قراردادی شش‌ماهه، تا پایان فصل ۹۰–۱۳۸۹ به پرسپولیس پیوست. کمی بعد، قرارداد خود را برای یک فصل دیگر تمدید کرد. وحید هاشمیان در تولد ۳۶ سالگی‌اش کفش‌هایش را آویخت. سپس برای دوره‌های مربیگری، بار دیگر به آلمان رفت.

## دوران ملی

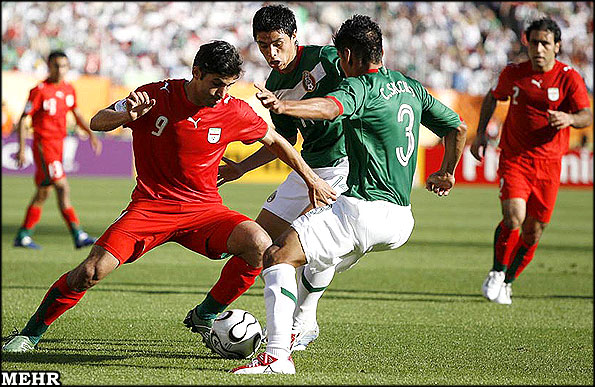
هاشمیان در برابر کارلوس سالسیدو بازی ایران و مکزیک در جام جهانی ۲۰۰۶

وحید هاشمیان به درخواست مربی پیشین تیم ملی فوتبال ایران، منصور پورحیدری به تیم بزرگسالان ایران فراخوانده شد. او در روز ۱۰ آذر ۱۳۷۷، در بازی‌های آسیایی ۱۹۹۸ بانکوک، نخستین بازی ملی خود را در برابر تیم ملی قزاقستان انجام داد و در جریان پیروزی دو بر صفر ایران، هر دو گل تیم را زد. در اوایل سال ۲۰۰۱ و در زمان مربیگری میروسلاو بلاژویچ، هاشمیان از تیم ملی جدا شد. چرایی جدایی هاشمیان، بازی دادن بیشتر به بازیکنان دو تیم پرهوادار پرسپولیس و استقلال بود.
سپس در سال ۲۰۰۵ برای بازی با اٌردن در مقدماتی جام جهانی ۲۰۰۶ به درخواست برانکو ایوانکوویچ به تیم ملی بازگشت و پس از راه‌یابی به جام جهانی در بازی‌های تدارکاتی تیم ملی مانند کرواسی و بوسنی و هرزگوین شرکت کرد و در جام جهانی نیز در برابر مکزیک، پرتغال و آنگولا حضور داشت. گل ها و تاثیرگذاری های او در دور اول و دوم بازی‌های مقدماتی جام جهانی 2006، او را به یکی از ارکان مهم تیم ملی ایران برای راهیابی به جام جهانی 2006 تبدیل نمود.
در سال ۲۰۰۷ هاشمیان به همراه تیم ملی در جام ملت‌های آسیا نیز حضور یافت و در هر چهار بازی به‌طور فیکس بازی کرد.

## دوران مربیگری
وحید هاشمیان پس از خداحافظی از دنیای فوتبال، وارد عرصهٔ مربی‌گری شد. او در کشور آلمان هدایت دو تیم هالستنبک و نیندورفر را بر عهده گرفت؛ تیم‌هایی که در سطح پنجم فوتبال آلمان و در لیگ منطقه‌ای هامبورگ فعالیت می‌کردند. در تیم هالستنبک، هاشمیان طی ۸ مسابقه، ۵ پیروزی و ۳ تساوی کسب کرد. با این حال، نتایج او در تیم نیندورفر متفاوت بود؛ جایی که در ۱۸ مسابقه به ۷ برد، ۶ مساوی و ۵ باخت دست یافت.

### آکادمی هامبورگ
پس از پایان همکاری با این دو تیم، هاشمیان نزدیک به چهار سال از عرصهٔ مربی‌گری دور بود. او سپس به باشگاه هامبورگ بازگشت و در آکادمی این باشگاه به‌عنوان کمک‌مربی تیم زیر ۱۷ سال فعالیت خود را از سر گرفت. در این تیم، او دستیار پیت رِیمِرز بود و تجربهٔ جدیدی در رده‌های پایه به‌دست‌آورد.

### تیم ملی ایران
در اردیبهشت ۱۳۹۸، هاشمیان به‌عنوان دستیار ایرانی مارک ویلموتس در تیم ملی فوتبال ایران منصوب شد. پس از پایان همکاری فدراسیون با ویلموتس، او به فعالیت در کادر فنی ادامه داد و در کنار دراگان اسکوچیچ نقش مؤثری در صعود تیم ملی ایران به جام جهانی ۲۰۲۲ ایفا کرد. با بازگشت کارلوس کی‌روش به تیم ملی، همکاری هاشمیان با فدراسیون فوتبال ایران نیز به پایان رسید.

### پرسپولیس
در ۱۳ تیر ۱۴۰۴، باشگاه پرسپولیس اعلام کرد که وحید هاشمیان به‌عنوان سرمربی جدید این تیم منصوب شده است. این اولین تجربه سرمربیگری هاشمیان در فوتبال ایران است. این انتصاب پس از آن رخ داد که اسماعیل کارتال سرمربی سابق پرسپولیس بعد از جنگ ۱۲ روزه ایران و اسرائیل تصمیم به فسخ قرارداد و جدایی از باشگاه پرسپولیس گرفت.

## آمار
| باشگاهی | باشگاهی     | باشگاهی               | لیگ  | لیگ                                            | جام            | جام            | سایر جام‌ها         | سایر جام‌ها         | قاره  | قاره  | مجموع | مجموع |
| فصل     | باشگاه      | لیگ                   | بازی | گل                                             | بازی           | گل             | بازی               | گل                 | بازی  | گل‌    | بازی  | گل‌    |
| ایران   | ایران       | ایران                 | لیگ  | لیگ                                            | جام حذفی       | جام حذفی       | لیگ کپ             | لیگ کپ             | آسیا  | آسیا  | مجموع | مجموع |
| ------- | ----------- | --------------------- | ---- | ---------------------------------------------- | -------------- | -------------- | ------------------ | ------------------ | ----- | ----- | ----- | ----- |
| ۱۳۷۵–۷۶ | فتح تهران   | لیگ دسته دوم          | ۲۵   | ۸                                              |                |                | –                  | –                  | –     | –     |       |       |
| ۱۳۷۶–۷۷ | پاس تهران   | لیگ آزادگان           |      |                                                | –              | –              | –                  | –                  | –     | –     |       |       |
| ۱۳۷۷–۷۸ | پاس تهران   | لیگ آزادگان           |      |                                                |                |                | –                  | –                  | ۲     | ۰     |       |       |
| آلمان   | آلمان       | آلمان                 | لیگ  | لیگ                                            | جام حذفی آلمان | جام حذفی آلمان | Premiere Ligapokal | Premiere Ligapokal | اروپا | اروپا | مجموع | مجموع |
| ۱۹۹۹–۰۰ | هامبورگ     | بوندس لیگا            | ۱۱   | ۰                                              | ۰              | ۰              | –                  | –                  | ۴     | ۱     | ۱۵    | ۱     |
| ۲۰۰۰–۰۱ | هامبورگ     | بوندس لیگا            | ۱    | ۰                                              | ۱              | ۰              | –                  | –                  | –     | –     | ۲     | ۰     |
| ۲۰۰۱–۰۲ | بوخوم       | بوندس لیگا ۲          | ۲۱   | ۸                                              | ۱              | ۰              | –                  | –                  | –     | –     | ۲۲    | ۸     |
| ۲۰۰۲–۰۳ | بوخوم       | بوندس لیگا            | ۳۴   | ۱۰                                             | ۳              | ۱              | –                  | –                  | –     | –     | ۳۷    | ۱۱    |
| ۲۰۰۳–۰۴ | بوخوم       | بوندس لیگا            | ۳۲   | ۱۶                                             | ۱              | ۱              | ۱                  | ۱                  | –     | –     | ۳۴    | ۱۸    |
| ۲۰۰۴–۰۵ | بایرن مونیخ | بوندس لیگا            | ۹    | ۰                                              | ۲              | ۱              | ۲                  | ۰                  | ۲     | ۰     | ۱۵    | ۱     |
| ۲۰۰۵–۰۶ | هانوفر ۹۶   | بوندس لیگا            | ۲۹   | ۴                                              | ۳              | ۱              | –                  | –                  | –     | –     | ۳۲    | ۵     |
| ۲۰۰۶–۰۷ | هانوفر ۹۶   | بوندس لیگا            | ۳۱   | ۴                                              | ۲              | ۱              | –                  | –                  | –     | –     | ۳۳    | ۵     |
| ۲۰۰۷–۰۸ | هانوفر ۹۶   | بوندس لیگا            | ۲۰   | ۱                                              | ۰              | ۰              | –                  | –                  | –     | –     | ۲۰    | ۱     |
| ۲۰۰۸–۰۹ | بوخوم       | بوندس لیگا            | ۱۶   | ۱                                              | ۲              | ۱              | –                  | –                  | –     | –     | ۱۸    | ۱     |
| ۲۰۰۹–۱۰ | بوخوم       | بوندس لیگا            | ۲۵   | ۲                                              | ۱              | ۰              | –                  | –                  | –     | –     | ۲۶    | ۲     |
| ایران   | ایران       | ایران                 | لیگ  | لیگ                                            | جام حذفی       | جام حذفی       | لیگ کپ             | لیگ کپ             | آسیا  | آسیا  | مجموع | مجموع |
| ۸۹–۹۰   | پرسپولیس    | لیگ برتر فوتبال ایران | ۲    | ۰                                              | ۰              | ۰              | –                  | –                  | ۳     | ۰     | ۱     | ۰     |
| مجموع   | ایران       | ایران                 | ۵۳   | ۱۷\|\|\|\|\|\|colspan="2"\|–\|\|۳\|\|۰\|\|\|\| |                |                |                    |                    |       |       |       |       |
| مجموع   | آلمان       | آلمان                 | ۲۲۹  | ۴۶                                             | ۱۶             | ۶              | ۳                  | ۱                  | ۶     | ۱     | ۲۵۴   | ۵۴    |
| کل دوره | کل دوره     | کل دوره               | ۲۸۲  | ۶۳\|\|\|\|\|\|۳\|\|۱\|\|۹\|\|۱\|\|\|\|         |                |                |                    |                    |       |       |       |       |

- پاس گل

| فصل     | تیم         | پاس گل |
| ------- | ----------- | ------ |
| ۲۰۰۳–۰۴ | بوخوم       | ۰      |
| ۲۰۰۴–۰۵ | بایرن مونیخ | ۰      |
| ۲۰۰۵–۰۶ | هانوفر ۹۶   | ۰      |
| ۲۰۰۶–۰۷ | هانوفر ۹۶   | ۵      |
| ۲۰۰۷–۰۸ | هانوفر ۹۶   | ۲      |
| ۲۰۰۸–۰۹ | بوخوم       | ۰      |
| ۲۰۰۹–۱۰ | بوخوم       | ۳      |
| ۲۰۱۰–۱۱ | پرسپولیس    | ۱      |
| ۲۰۱۱–۱۲ | پرسپولیس    | ۲      |

## افتخارات
- قهرمانی در بازی‌های آسیایی ۱۹۹۸ با تیم ملی فوتبال ایران
- قهرمانی در مسابقات فوتبال غرب آسیا ۲۰۰۰ به همراه تیم ملی فوتبال ایران
- راه‌یابی به جام جهانی ۲۰۰۶ آلمان به همراه تیم ملی فوتبال ایران
- راه‌یابی به بوندس‌لیگای یک با تیم بوخوم
- راه‌یابی به جام یوفا با تیم بوخوم
- قهرمانی بوندس‌لیگا به همراه بایرن مونیخ
- راه‌یابی به لیگ قهرمانان اروپا با تیم بایرن مونیخ
- قهرمانی جام حذفی با تیم پرسپولیس ۸۹–۹۰